# Càrn Dearg
Càrn Dearg – szczyt w Górach Monadhliath, w Grampianach Centralnych. Leży w Szkocji, w regionie Highland. 